# Ferdinand Allmann
Ferdinand Allmann (* 1. August 1828 in Bingen; † 11. Mai 1912 ebenda) war ein hessischer Politiker (Deutsche Zentrumspartei) und Abgeordneter der 2. Kammer der Landstände des Großherzogtums Hessen.

## Familie
Ferdinand Allmann war der Sohn des Eisenhändlers Johann Baptist Allmann und seiner Frau Maria Anna Allmann, geborene Pennrich. Er heiratete am 28. September 1872 Anna Maria Josephine Johann Allmann, geborene Reen. Allmann war römisch-katholisch.

## Ausbildung und Beruf

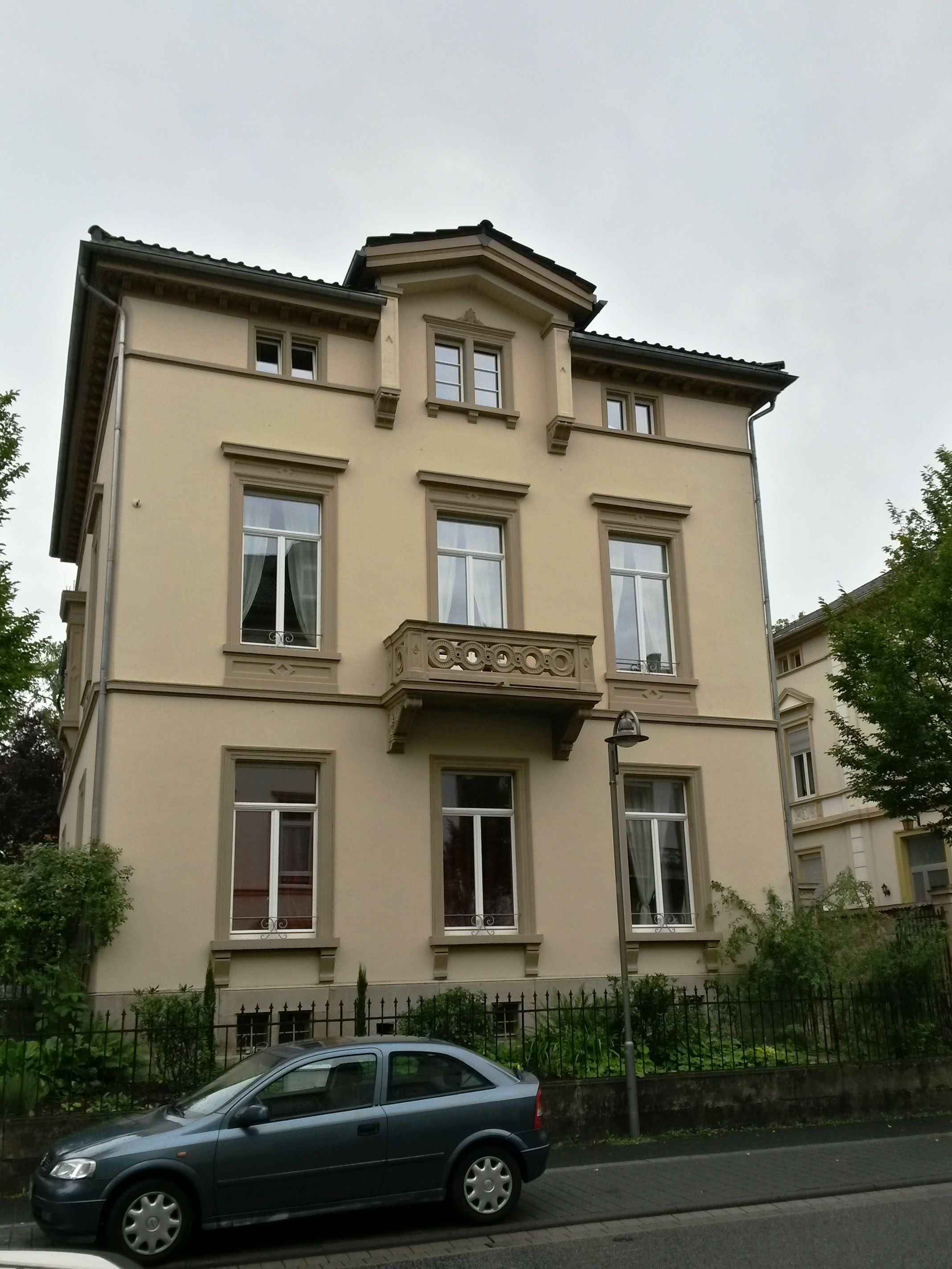
Mainzer Straße 32

Ferdinand Allmann betrieb eine Champagner-Produktion (→Schaumwein) in Bingen und war großherzoglicher Hoflieferant. Um 1864 ließ er sich das villenartige spätklassizistische Wohnhaus Mainzer Straße 32 erbauen. Dies steht unter Denkmalschutz (siehe auch die Liste der Kulturdenkmäler in Bingen am Rhein).

## Politik
1872 bis 1879 war Ferdinand Allmann Abgeordneter der 2. Kammer der Landstände des Großherzogtums Hessen. Er wurde für die Zentrumspartei im Wahlbezirk Stadt Bingen gewählt. Sein Nachfolger im Landtag war nach seiner Mandatsniederlegung Jacob Pennrich II.
Ferdinand Allmann war Bürgermeister der Stadt Bingen.